# Ние сме от бъдещето (филм)
Ние сме от бъдещето (на руски: Мы из будущего) е руски драма/фентъзи от 2008 година на режисьора Андрей Малюков.

## Сюжет
Четири момчета се натъкват на обект, останал от Втората световна война и започват да го разкопават, търсейки ценности и старинни предмети. На мястото започват да се случват странни събития, докато самите те не се оказват запратени назад във времето, по времето на бойните действия през август 1942 г.

## Актьорски състав
- Екатерина Климова
- Данила Козловски
- Владимир Яглич
- Дмитрий Волкострелов
- Андрей Терентев
- Данил Страхов
- Борис Галкин
- Сергей Маховиков